# Portsmouth (Ohio)
Portsmouth település az Amerikai Egyesült Államok Ohio államában, Scioto megyében, melynek megyeszékhelye is. Lakosainak száma 18 252 fő (2020. április 1.).

## Népesség
A település népességének változása:

| 2010 | 20 226 |
| 2020 | 18 252 |